# Wykaz stopni w SS
Wykaz stopni w hitlerowskich SS (Schutzstaffel) (w nawiasach podano odpowiedniki):

## Stopnie SS (1934−1945)

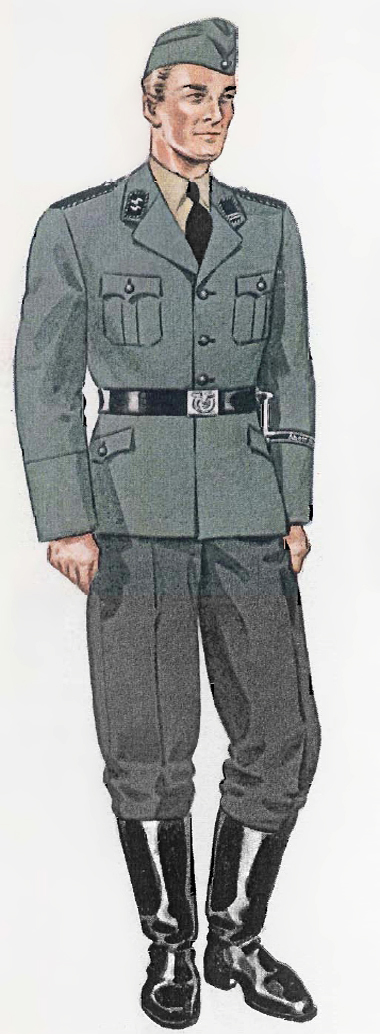
SS-Sturmmann w szarym mundurze służbowym

| Stopień                                             | Skrót                       | Patka                       | Naramiennik                 | Kamuflaż                    | Odpowiednik w SA            | Odpowiednik w Wehrmachcie   | Odpowiednik                                                 |
| Generalführer – Generałowie                         | Generalführer – Generałowie | Generalführer – Generałowie | Generalführer – Generałowie | Generalführer – Generałowie | Generalführer – Generałowie | Generalführer – Generałowie | Generalführer – Generałowie                                 |
| --------------------------------------------------- | --------------------------- | --------------------------- | --------------------------- | --------------------------- | --------------------------- | --------------------------- | ----------------------------------------------------------- |
| Reichsführer-SS                                     | RfSS                        |                             |                             | –                           | Stabschef-SA                | Generalfeldmarschall        | marszałek polny                                             |
| Oberstgruppenführer (od 1942)                       | Oberstgruf                  |                             |                             |                             | –                           | Generaloberst               | generał armii/generał pułkownik                             |
| Obergruppenführer                                   | Ogruf                       |                             |                             |                             | Obergruppenführer           | General                     | generał broni/generał piechoty, artylerii itp.              |
| Gruppenführer                                       | Gruf                        |                             |                             |                             | Gruppenführer               | Generalleutnant             | generał dywizji/generał porucznik                           |
| Brigadeführer                                       | Brif                        |                             |                             |                             | Brigadeführer               | Generalmajor                | generał brygady/generał major                               |
| Stabsführer – Oficerowie starsi                     |                             |                             |                             |                             |                             |                             |                                                             |
| Oberführer                                          | Oberf                       |                             |                             |                             | Oberführer                  | –                           | brygadier                                                   |
| Standartenführer                                    | Staf                        |                             |                             | Standartenführer            | Oberst                      | pułkownik                   |                                                             |
| Obersturmbannführer                                 | Ostubaf                     |                             |                             |                             | Obersturmbannführer         | Oberstleutnant              | podpułkownik                                                |
| Sturmbannführer                                     | Stubaf                      |                             |                             |                             | Sturmbannführer             | Major                       | major                                                       |
| Truppenführer – Oficerowie młodsi                   |                             |                             |                             |                             |                             |                             |                                                             |
| Hauptsturmführer                                    | Hstuf                       |                             |                             |                             | Sturmhauptführer            | Hauptmann/Rittmeister       | kapitan                                                     |
| Obersturmführer                                     | Ostuf                       |                             |                             |                             | Obersturmführer             | Oberleutnant                | porucznik                                                   |
| Untersturmführer                                    | Ustuf                       |                             |                             |                             | Sturmführer                 | Leutnant                    | podporucznik                                                |
| Unterführer – korpus podoficerów                    |                             |                             |                             |                             |                             |                             |                                                             |
| Sturmscharführer                                    | Stuscha                     |                             |                             |                             | Haupttruppführer            | Stabsfeldwebel              | starszy sierżant sztabowy                                   |
| Hauptscharführer                                    | Hschf                       |                             |                             |                             | Obertruppführer             | Oberfeldwebel               | sierżant sztabowy                                           |
| Oberscharführer                                     | Oscha                       |                             |                             |                             | Truppführer                 | Feldwebel                   | starszy sierżant                                            |
| Scharführer                                         | Scha                        |                             |                             |                             | Oberscharführer             | Unterfeldwebel              | sierżant                                                    |
| Unterscharführer                                    | Uscha                       |                             |                             |                             | Scharführer                 | Unteroffizier               | plutonowy                                                   |
| Mannschaften – Korpus szeregowych                   |                             |                             |                             |                             |                             |                             |                                                             |
| Rottenführer                                        | Rottenf                     |                             |                             | –                           | Rottenführer                | Obergefreiter               | kapral                                                      |
| Sturmmann                                           | Stuma                       |                             |                             | –                           | Sturmmann                   | Gefreiter                   | kapral (w Allgemeine SS) albo starszy szeregowy w Waffen-SS |
| Obermann (od 1942) Oberschütze (Waffen-SS, od 1942) | – Oschü                     |                             |                             | –                           | –                           | Oberschütze                 |                                                             |
| Mann Schütze (Waffen-SS)                            | – Schtz                     |                             |                             | –                           | Mann                        | Soldat                      | szeregowy                                                   |
| Kandydaci                                           |                             |                             |                             |                             |                             |                             |                                                             |
| Anwärter                                            | Anw                         | –                           | –                           | –                           | –                           | –                           | Kandydat pełnoprawny                                        |
| SS-Bewerber (od 1943)                               | –                           | –                           | –                           | –                           | –                           | –                           | Kandydat                                                    |

### Stopnie używane przez kandydatów na podoficerów i oficerów
Kandydaci na podoficerów:
- SS-Unterführeranwärter (elew)

Kandydaci na oficerów zawodowych:
- SS-Rottenführer (FB) (kapral podchorąży)
- SS-Junker (plutonowy podchorąży)
- SS-Oberjunker (starszy plutonowy podchorąży)
- SS-Standartenjunker (sierżant podchorąży)
- SS-Standartenoberjunker (starszy sierżant podchorąży)

Kandydaci na oficerów stanu wojny:
- SS-Oberscharführer (RFB) (sierżant podchorąży)
- SS-Hauptscharführer (RFB) (starszy sierżant podchorąży)

### Korpus specjalistów
- SS-Sonderführer (dowódca/oficer specjalistyczny)[g]

## Patki
Żołnierze i funkcjonariusze SS oznaczenia stopni, oprócz naramienników, od 1929 nosili także na czarnych patkach kołnierzowych. Od stopnia Standartenführera insygnia stopnia noszono na obu patkach, stopnie do Obersturmbannführera wyłącznie na lewej. Na prawej patce znajdowały się oznaczenia związane z daną służbą:
- pusta patka – Główny Urząd Bezpieczeństwa Rzeszy (m.in. Sicherheitspolizei i Sicherheitsdienst), personel sztabów, departamentów, esesmani bez przydziału etc. (1933−1945)
- SS – Leibstandarte SS Adolf Hitler, następnie Waffen-SS (1933−1945; od 1943 wyłącznie Niemcy i ochotnicy rasy germańskiej)
- SS/1 – Politische Bereitschaften Süd (1934)
- SS/2 – Politische Bereitschaften Südwest (1934)
- SS/3 – Politische Bereitschaften Mitte (1934)
- D – baon wartowniczy KL Dachau (1934−1937)
- K – personel obozu koncentracyjnego (1934−1937)
- ü – Übungslager Dachau (obóz ćwiczeń; 1934−1937)
- SS/T – Szkoła Oficerska w Bad Tölz (1934−1940)
- SS/kilof/łopata – baon saperów SS-VT 1934−1940
- SS/piorun – baon łączności SS-VT (1934−1940)
- SS/¹ – SS-Standarte „Deutschland” (1935−1940)
- SS/B – Szkoła Oficerska w Brunszwiku (1935−1940)
- SS/V – Szkoła Kwatermistrzowska (1935−1940)
- Totenkopf (pionowa) – jednostki wartownicze w obozach koncentracyjnych (1936−1942)
- Totenkopf/I-V – sztaby baonów SS-Totenkopfverbände (1936−1937)
- Totenkopf/1-26 – kompanie SS-Totenkopfverbände (1936−1940)
- Totenkopf/S – baon medyczny SS-Totenkopfverbände (1936−1940)
- SS/² – SS-Standarte „Germania” (1936−1940)
- SS/n – SS-Sturmbann „Nürnberg” (1936−1940)
- Totenkopf/K – personel obozu koncentracyjnego (1937−1940)
- SS/³ – SS-Standarte „Der Führer” (1938−1940)
- Polizei litzen – 4 Dywizja Grenadierów Pancernych SS „Polizei” (1939−1945)
- Stewa drakkara – 5 Dywizja Pancerna SS „Wiking”
- Totenkopf (pozioma) – SS-Standarte/Division „Totenkopf” (1940−1945)
- Lew z toporem – Ochotniczy Legion Norweski SS (1941−1943)
- Wyjący wilk – Ochotniczy Legion Holenderski „Nederland” (1941−1945)
- Trifos – Ochotniczy Korpus SS „Danmark” (1941−1945)
- Trifos – Ochotniczy Legion Flamandzki SS „Langemarck” (1941−1945)
- Lira – Szkoła Muzyczna SS Brunszwik (1941–1945)
- Duńska flaga – Ochotniczy Korpus SS „Danmark” (1942)
- Odal – 7 Ochotnicza Dywizja Górska SS Prinz Eugen (1942−1945)
- Słońce – 11 Ochotnicza Dywizja Grenadierów Pancernych SS „Nordland” (1943−1945)
- Totenkopf – SS-„Totenkopf” (1943−1945)
- Szabla i swastyka – 13 Dywizja Górska SS (1 chorwacka) Handschar (1943−1945)
- Stojący Lew – 14 Dywizja Grenadierów SS „Galizien” (1943−1945)
- Tryzub – 14 Dywizja Grenadierów SS „Galizien” (drugi model)
- Swastyka – Legion Łotewski/15 Dywizja Grenadierów SS/19 Dywizja Grenadierów SS (1943−1945)
- Słońce i gwiazdki – 15 Dywizja Grenadierów SS (1944−1945)
- Swastyka z podwójnymi ramionami – tymczasowi strażnicy obozów nie należący do SS/15 DGren SS
- E i ręka z mieczem – 20 Dywizja Grenadierów SS (1944−1945)
- Hełm Skanderbega – 21 Dywizja Górska SS (1 albańska) Skanderbeg
- Bławatek – 22 Ochotnicza Dywizja Kawalerii SS „Maria Theresia” (1944−1945)
- Wolfsangel – 23 Dywizja Grenadierów Pancernych SS „Nederland”
- H – 25 Dywizja Grenadierów SS (1 węgierska) Hunyadi (1944−1945)
- Krzyż Św. Jerzego z dwoma mieczami – 29 Dywizja Grenadierów SS (1 rosyjska)
- Swastyka na czerwonym tle – 29 Dywizja Grenadierów SS (1 włoska)
- Fasces – 29 Dywizja Grenadierów SS (1 włoska)
- Krzyż lotaryński – 30 Dywizja Grenadierów SS
- Karabiny i granat – 36 Dywizja Grenadierów SS „Dirlewanger” (1944−1945)
- Głowa tygrysa – Ochotniczy Legion Hinduski (1942–1945)
- Wybuchający granat – 34 Dywizja Grenadierów SS „Landstorm Nederland” (1945)
- Krzyż Michała Archanioła – Rumuński Pułk Grenadierów SS (w planach)

## Tytuły SS
- SS-Führer – Dowódca Schutzstaffel.
- SS-Unterführer – w Waffen-SS odpowiednik stopnia Unterscharführera lub też Unterführer-Anwärtera.
- SD-Leiter – w służbach Sicherheitsdienst.
- SS- und Polizeiführer → Dowódca SS i Policji
- Kriminalrat – śledczy w Kriminalpolizei i Gestapo.

## Obcokrajowcy w Waffen-SS
Obcokrajowcy służący w Waffen SS posiadali dokładnie te same oznaczenia stopni, co rodowici Niemcy. Różnica występowała natomiast przy tytułowaniu poszczególnych żołnierzy. Polegała ona na tym, iż Niemcy przed nazwą stopnia posiadali przedrostek „SS” (np. SS-Rottenführer), natomiast ochotnicy innych narodowości posiadali przedrostek „Waffen SS” (np. Waffen SS-Rottenführer).